# Gilden im Zims

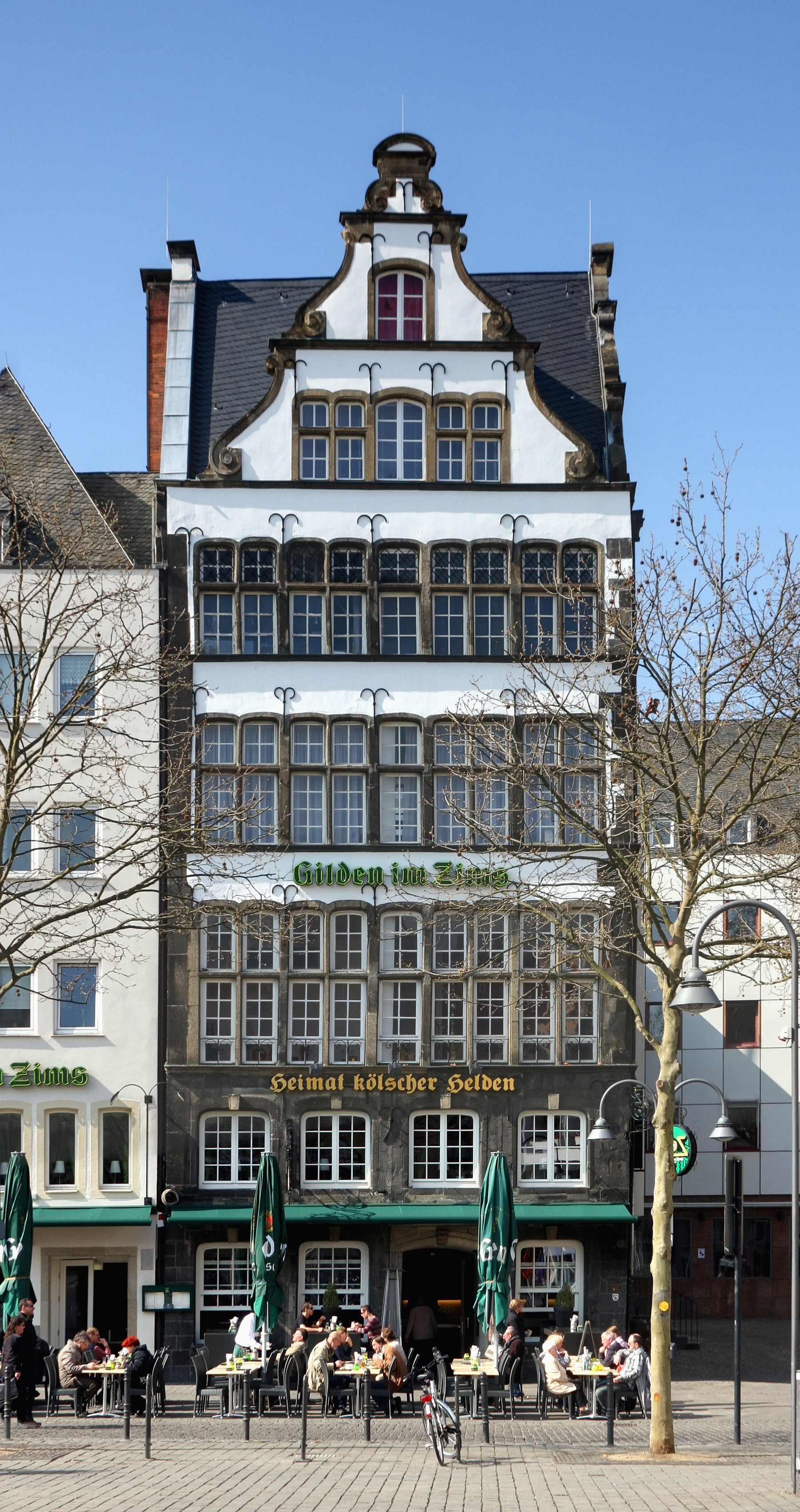
Brauhaus Gilden im Zims – „Heimat kölscher Helden“

Das als Baudenkmal geschützte heutige Brauhaus Gilden im Zims („Heimat kölscher Helden“) am Kölner Heumarkt, ist ein im Stil der Spätrenaissance errichtetes Bürgerhaus aus der Mitte des 16. Jahrhunderts.

## Geschichte

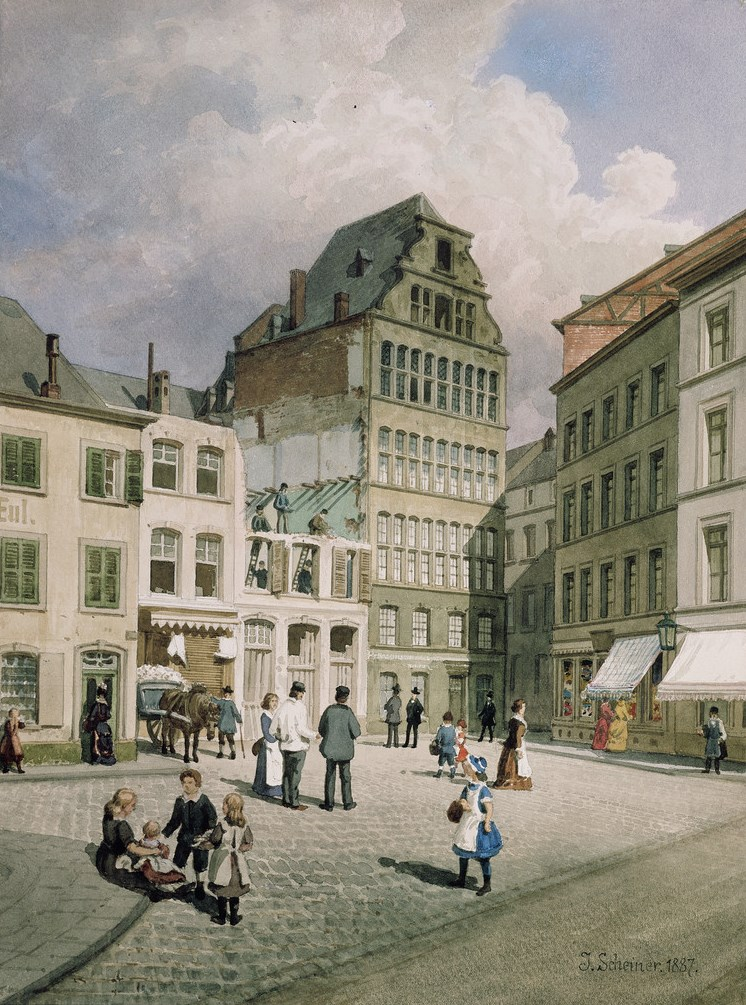
Ansicht aus 1887; ein Gemälde Jakob Scheiners

An der Stätte des heutigen Hauses „Gilden im Zims“ befand sich bereits im Jahre 1163 ein Gebäude unter dem damaligen Namen „Minnefusshaus“.
Der historischen Überlieferung nach hieß das Haus 1351 „Zabelbank“.
Im Jahre 1563 erfolgte durch den Kölner Ratsherren Wilhelm Peter ter Laen von Lennep ein völliger Neubau des Hauses in seiner heutigen Form, als repräsentatives Bürgerhaus, im Stil der Spätrenaissance.
Zum Ende des 18. Jahrhunderts wurde das Bürgerhaus unter dem Namen „Zum Sankt Peter“ geführt.
1920 erwarb Johann Zims (1887–1972), Vater des Kölner Bahnradsportlers Hans Zims (1908–1980), das historische Gebäude und nannte es nach seinem Familiennamen „Haus Zims“.
Das Haus brannte infolge der Luftangriffe im Jahre 1943 aus; 1946 wurde es wieder instand gesetzt.
Das Gebäude wurde in den Jahren von 2006 bis 2009 umfassend durch die neue Betreibergesellschaft umgebaut und restauriert und bietet als offizielles Brauhaus der Gilden Kölsch Brauerei unter seinem heutigen Namen „Gilden im Zims“ („Heimat kölscher Helden“) circa 800 Gästen auf drei Ebenen Plätze an.

## Besonderheiten
Das Brauhaus Gilden im Zims befindet sich teilweise auf historischem Mauerwerk aus der Römerzeit, sieben Meter unter dem Niveau des heutigen Heumarkts. Die freigelegten Wände, mit Wandstärken bis zu 1,80 Meter und unterschiedlichen Mauerwerksverbanden, bestehen größtenteils aus Basaltlava, gebrannten Mauerziegeln und Granitgestein. Teilweise noch aktive Brunnen wurden im Zuge umfassender Umbaumaßnahmen von 2006 bis 2009 restauriert. Das Haus ist eine Station des historischen Kölner Brauhauswanderwegs. Als Außenstelle des Kölner Karnevalsmuseums beherbergt das Gebäude eine karnevalistische Dauerausstellung.

## Galerie

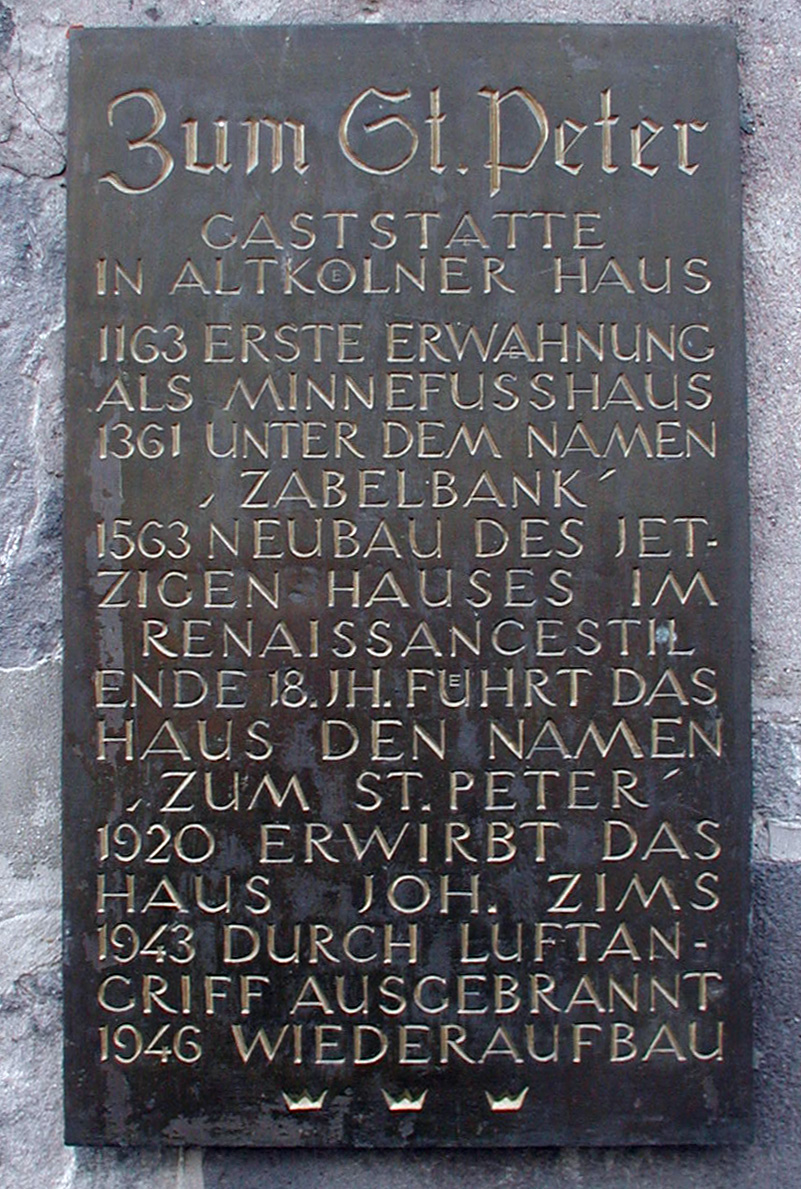
Historientafel an der Hauswand
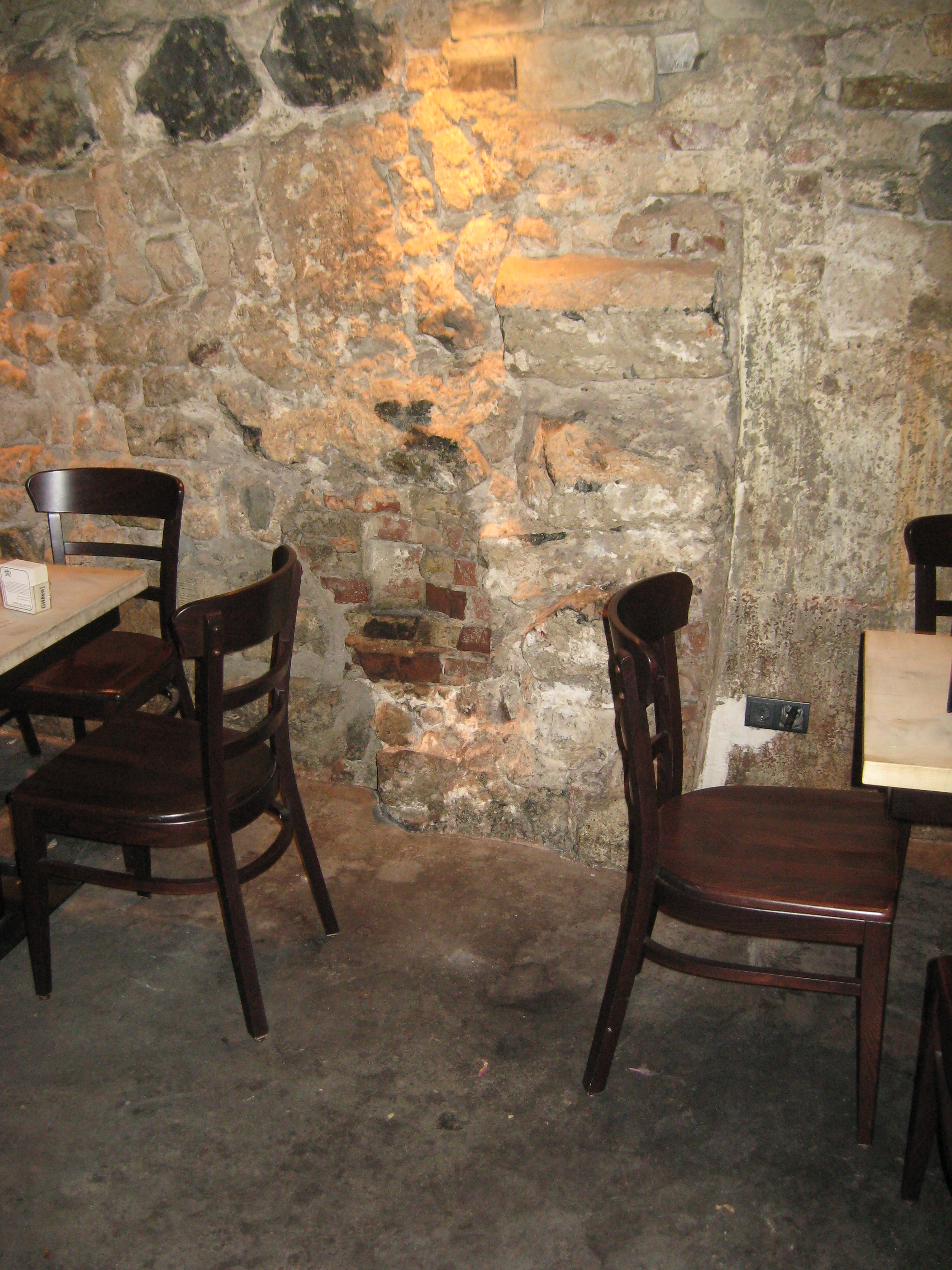
Römermauer im Keller
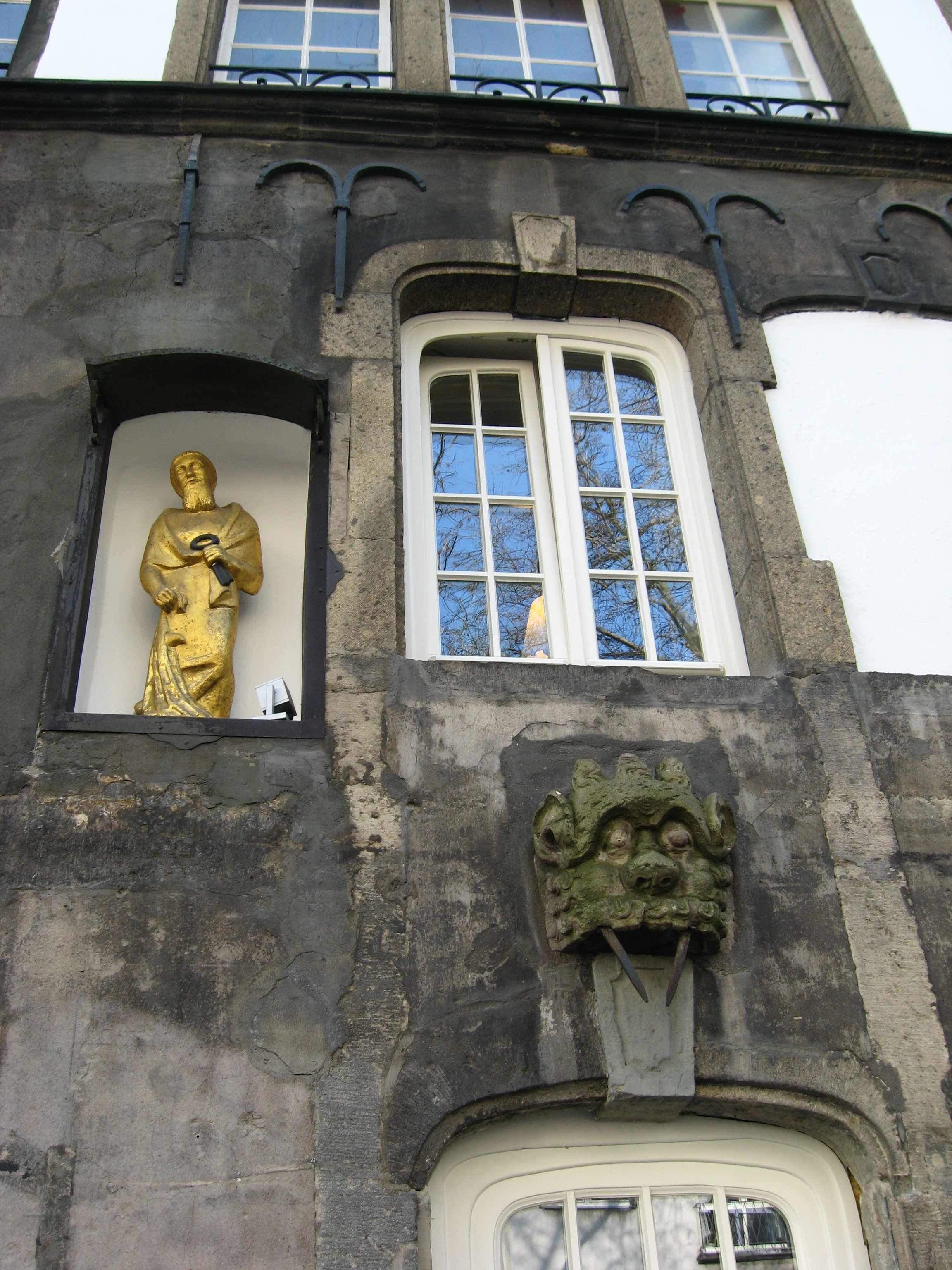
Sankt Peter und Grinkopf an der Außenmauer
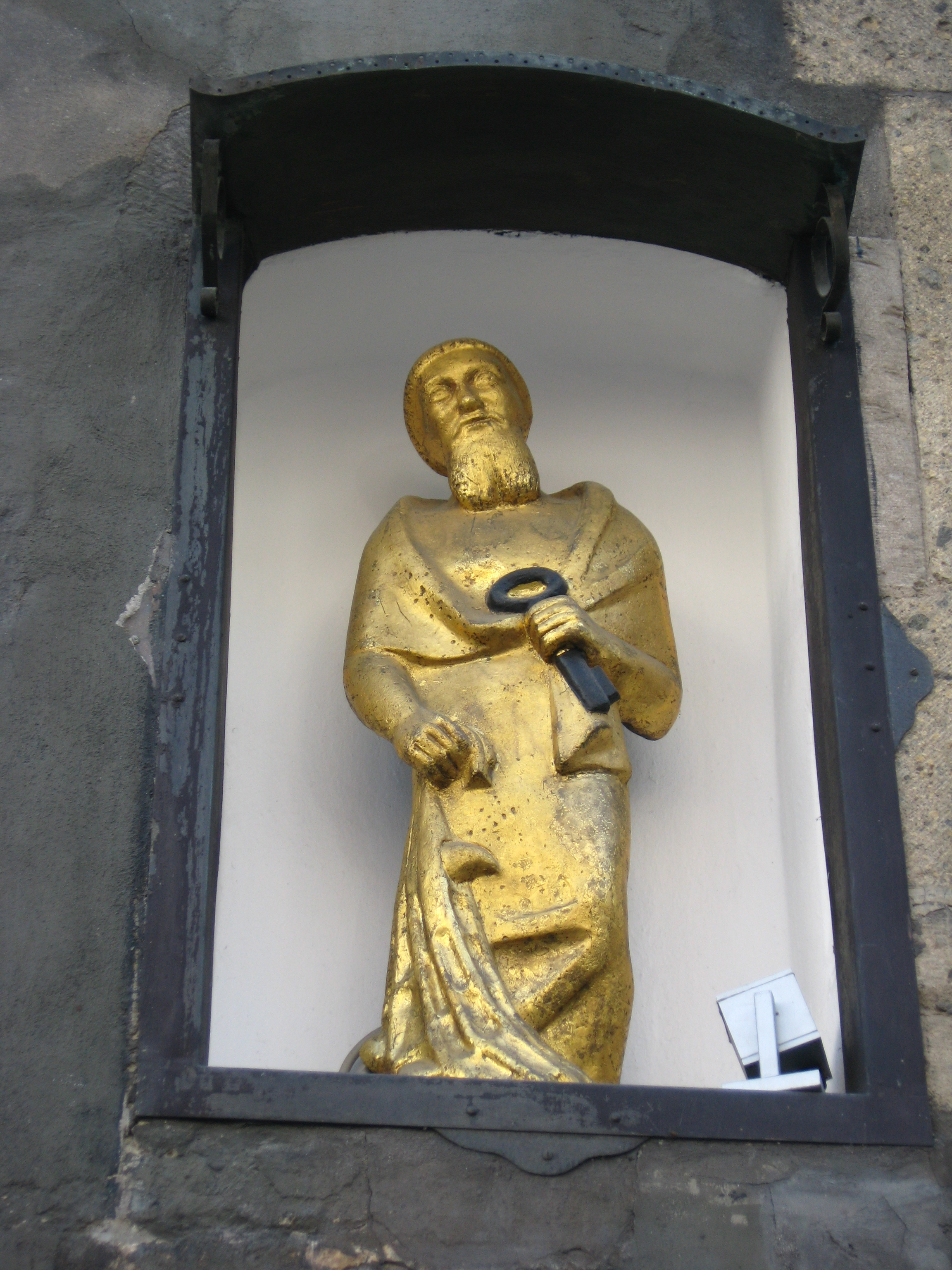
Sankt Peter